# Don’t Panic
Don't Panic – czwarty singel grupy Coldplay, pochodzący z jej debiutanckiego albumu, Parachutes. Utwór ten pierwszy raz znalazł się na listach koncertowych Anglików w 1998 roku, jednak w formie w jakiej znajduje się na płycie został nagrany w 1999 roku. Jest kilka różnic pomiędzy tymi wersjami. Starszą wersję można usłyszeć na The Blue Room EP. Jest pierwszą piosenką albumu Parachutes. Zawiera krótką zwrotkę oraz refren. Utwór oparty jest na rytmie gitary akustycznej.
Utwór był wykonywany na Festiwalu w Glastonbury w 2000 roku w wersji albumowej. Również w tej wersji muzycy wykonywali ją podczas koncertów w 2000 i 2001. Jednak podczas trasy koncertowej „A Rush of Blood to the Head Tour” oraz Festiwalu w Glastonbury w 2002 roku wykonanie „Don’t Panic” zmieniło się. Chris Martin grał nowy wstęp, Jonny Buckland grał solo na harmonijce podczas mostku oraz zamiast gitary akustycznej pojawiała się gitara elektryczna. W 2005 roku zaczęto też wykonywać „Don’t Panic” w wersji całkowicie akustycznej, gdzie Jonny grał gitarę prowadzącą, Will grał na pianinie, Guy grał na gitarze akustycznej, a Chris śpiewał i grał na harmonijce.

## Lista utworów
1. „Don’t Panic” – 2:17
2. „You Only Live Twice” (na żywo) – 4:06
3. „Bigger Stronger” (na żywo) – 4:55

## Teledysk
Teledysk został nakręcony w 2001 roku, przez angielskiego reżysera Tima Hope’a. Przedstawiał on diagram cyklu przekształcania się wody w parę wodną, a potem deszcz. Postacie były ukazane w 2D. Członkowie zespołu wypełniali obowiązki domowe, po czym Ziemię zaatakowały katastrofy takie jak wybuchy wulkanów, powodzie oraz burze. Teledysk kończy się sceną, gdy członkowie zespołu dryfują na tratwie.

## Certyfikaty i sprzedaż
| Kraj                  | Certyfikat    | Sprzedaż |
| --------------------- | ------------- | -------- |
| Wielka Brytania (BPI) | srebrna płyta | 200 000+ |

## Filmy, w których utwór został wykorzystany
- Powrót do Garden State 2004 (Garden State)[3]